# Landgericht Gotha
Das Landgericht Gotha war ein Gericht der ordentlichen Gerichtsbarkeit und eines von zwei Landgerichten im Herzogtum Sachsen-Coburg und Gotha. Es hat seinen Sitz in Gotha.

## Geschichte
Mit der Justiz- und Verwaltungsreform 1858 war im Herzogtum Sachsen-Coburg und Gotha die Trennung der Rechtsprechung von der Verwaltung durchgesetzt worden. Als Eingangsgerichte dienten nun die Justizämter, als Instanzengericht das Kreisgericht Gotha. Mit den Reichsjustizgesetzen wurde diese Gerichte 1879 aufgehoben und einheitlich Oberlandesgerichte, Landesgerichte und Amtsgerichte geschaffen. In Gotha entstand so das Landgericht Gotha. Es war dem Gemeinschaftlichen Thüringischen Oberlandesgericht Jena zugeordnet. Sein Sprengel umfasste das ehemalige Herzogtum Gotha und damit die Amtsgerichte 
| Gericht                 | Ort             | Anmerkungen                                              |
| ----------------------- | --------------- | -------------------------------------------------------- |
| Amtsgericht Gotha       | Gotha           |                                                          |
| Amtsgericht Tonna       | Tonna           | später Amtsgericht Gräfentonna mit Sitz im Neuen Schloss |
| Amtsgericht Ohrdruf     | Ohrdruf         |                                                          |
| Amtsgericht Liebenstein | Liebenstein     |                                                          |
| Amtsgericht Zella       | Zella           | später Amtsgericht Zella-Mehlis                          |
| Amtsgericht Tenneberg   | Waltershausen   | später Amtsgericht Waltershausen                         |
| Amtsgericht Wangenheim  | Friedrichswerth |                                                          |

1920 wurde das Land Thüringen gegründet, drei Jahre später ist ein erstes Gesetz zu den Standorten der ordentlichen Gerichtsbarkeit erlassen worden: das Gesetz über die Sitze und Bezirke der ordentlichen Gerichte im Lande Thüringen vom 15. Juni 1923 (Ges.-S. S. 449). Damit bestand der Sprengel des Landgerichts Gotha aus den Amtsgerichten Arnstadt, Gehren, Gotha, Gräfentonna, Ilmenau, Ohrdruf und Waltershausen. Am 1. Oktober 1923 wurde das Amtsgericht Liebenstein aufgehoben. Das Amtsgericht Zella-Mehlis kam zum Landgericht Meiningen.
1949 wurde das Landgericht Gotha aufgehoben.

## Richter
- Gustav Berlet (1817–1908), 1879–1890 Präsident des Herzoglichen Landgerichts Gotha
- Gotthilf Albert Sterzing (1822–1889), ab 1879 Direktor des Herzoglichen Landgerichts Gotha